# Pet de sœur
Ne doit pas être confondu avec les pets de nonnes français.
Le pet de sœur ou pet-de-sœur est un mets traditionnel canadien-français, typique du Québec et de l’Acadie, souvent servi lors des repas du temps des fêtes. Il est toujours populaire dans certaines régions, surtout au Québec.
Il s’agit d’une pâtisserie en forme de brioche constitué d’une pâte recouverte de cassonade ou de sirop d'érable et cuite au four.

## Origine
Comme beaucoup de plats typiquement québécois et acadiens, son origine reste nébuleuse. L'origine de l'appellation « pets de sœurs » ou « pets-de-sœurs » viendrait du fait qu'ils étaient confectionnés par les bonnes sœurs québécoises qui préparaient leurs fameux pets avec les restants de pâte à tarte. Il se pourrait aussi que le terme soit d'origine acadienne.
Cette pâtisserie était originellement faite avec les restes de pâte à tarte pour éviter le gaspillage.

## Réalisation
La pâte est d'abord étendue et badigeonnée de beurre fondu, puis saupoudrée de cassonade. Pour en faire des brioches, il suffit de rouler la pâte et de la couper en tranches plus ou moins épaisses et de les faire cuire dans le four jusqu'à ce qu'elles soient dorées.

## Variantes
Une variante consiste à utiliser de la mélasse au lieu de la cassonade, mais à l’origine c’était le sucre brun qui était utilisé. De plus, elle est souvent fabriquée avec des restants de pâtes à tartes. Une sauce liquide au caramel peut aussi être utilisée en remplacement de la cassonade. L'ajout de sirop d'érable ou d'un autre produit acéricole à la recette est également possible.
Il existe des tartes au sucre aux pets de sœur.